# Chuck Wagon (Slagharen)
Chuck Wagon is een klein bruin reuzenrad in Attractiepark Slagharen gebouwd in 1999 door Zamperla.
De attractie vervangt het voormalige Weens Reuzenrad. Chuck Wagon bevindt zich tussen Gold Rush en Wild West Adventure.
Andere versies van de Chuck Wagon zijn onder andere te vinden in het Powerpark in Finland en Six Flags New England, Springfield, Verenigde Staten.
Afbeeldingen · Main Street